# Xaltocan (kommun)
Xaltocan är en kommun i Mexiko.   Den ligger i delstaten Tlaxcala, i den sydöstra delen av landet, 100 km öster om huvudstaden Mexico City.